# Ocotea producta
Ocotea producta là loài thực vật có hoa trong họ Nguyệt quế. Loài này được (C.K. Allen) Rohwer miêu tả khoa học đầu tiên năm 1986.